# ビングリー男爵

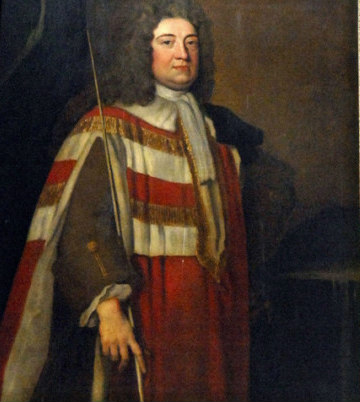
初代ビングリー男爵(第1期)ロバート・ベンソン

ビングリー男爵(英: Baron Bingley)は、かつて存在したイギリスの男爵位。これまでにグレートブリテン貴族として2度、連合王国貴族として1度の計3回創設されているが、いずれも廃絶した。

## 歴史

### 第1期(1713年)

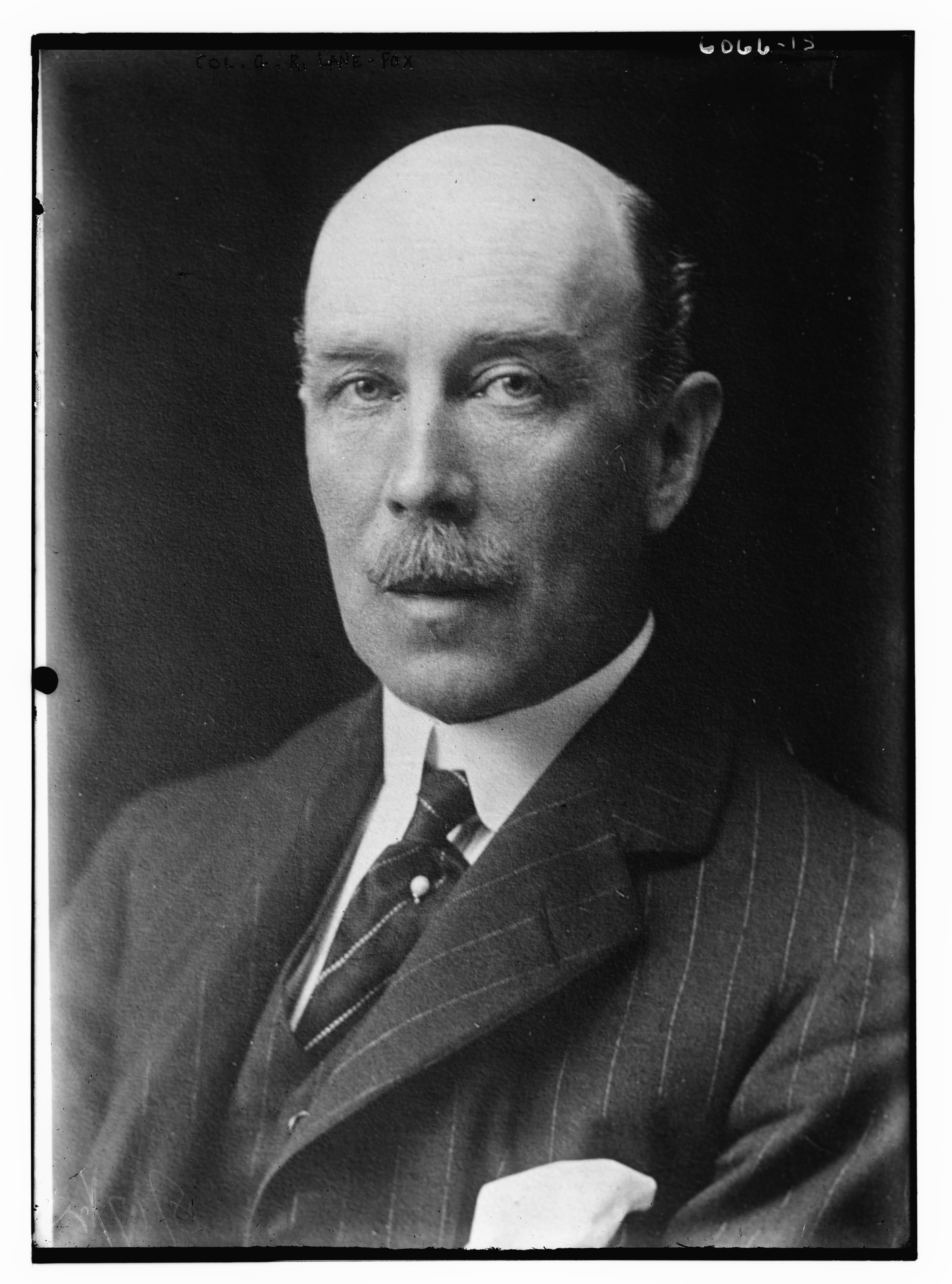
初代ビングリー男爵(第3期)ジョージ・フォックス=レイン
きわめて遠縁ながら、初代ビングリー男爵(第2期)の親族。

ロバート・ベンソン(c.1676-1731)は財務大臣や王室会計長官を歴任した政治家であった。彼が1713年7月21日にグレートブリテン貴族爵位のヨーク州ビングリーのビングリー男爵(Baron Bingley, of Bingley in the County of York)に叙されているが、これが第1期目の創設にあたる。彼には一人娘であるハリエット(1704?-1771)がいたのみであったため、爵位は一代にして廃絶した。領地はハリエットが相続している。

### 第2期(1762年)
ハリエット・ベンソン(1704?-1771)の夫ジョージ・フォックス＝レーン(c.1697-1773)はトーリー党の政治家で、1762年5月19日にヨーク州ビングリーのビングリー男爵(Baron Bingley, of Bingley in the County of York)に叙された。このグレートブリテン貴族爵位には特別継承権が付与されており、彼と妻ハリエットとの嫡出直系男子に限るとの規定であった。彼は長男ロバート(1732-1768)に先立たれていたため、初代男爵の死をもって、爵位はまたしても一代で廃絶した。

### 第3期(1933年)
初代ビングリー男爵ジョージ・フォックス＝レーンの遠縁にあたる政治家ジョージ・レーン＝フォックス(1870–1947)は、1933年7月24日に連合王国貴族としてヨーク州ブラマムのビングリー男爵(Baron Bingley, of Bramham in the County of York)に叙せられたが、これが第3期目の創設である。彼には4人の娘がいたが男子はなかったため、爵位は一代で廃絶した。

## 一覧

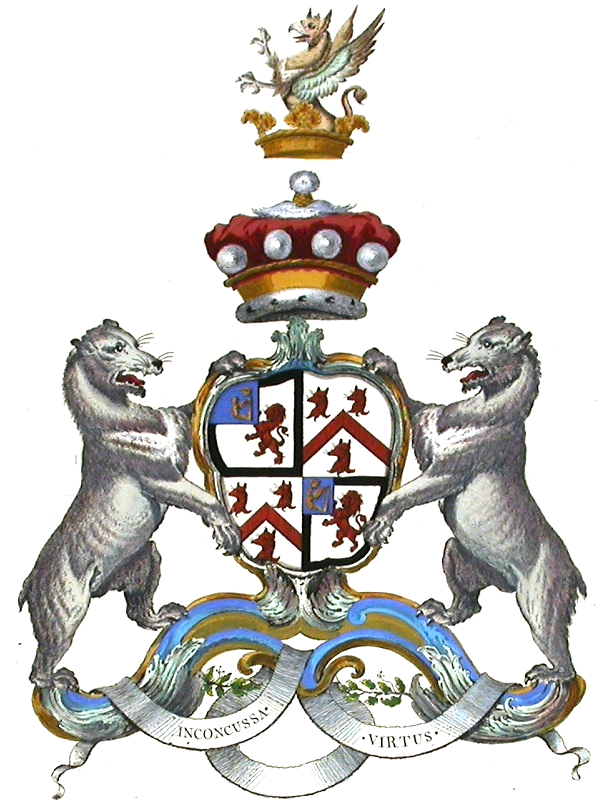
第2期及び第3期の男爵家の紋章

### ビングリー男爵(1713年)
- 初代ビングリー男爵ロバート・ベンソン (c.1676-1731) (1713年にビングリー男爵創設、1731年廃絶)

### ビングリー男爵(1762年)
- 初代ビングリー男爵ジョージ・フォックス＝レーン(c.1697-1773) (1762年にビングリー男爵創設、1773年廃絶)
  - ロバート・レーン（英語版）閣下 (1732-1768)

### ビングリー男爵(1933年)
- 初代ビングリー男爵ジョージ・レーン＝フォックス（英語版） (1870–1947) (1933年にビングリー男爵創設、1947年廃絶)

### 註釈
1. ↑  彼は初代ビングリー男爵(第2期)ジョージ・フォックス＝レインの弟サックヴィルの来孫にあたっており、きわめて遠縁。